# Romain Genevois
Romain Genevois (ur. 28 października 1987 w L'Hestère) – haitański piłkarz występujący na pozycji obrońcy. Zawodnik klubu SM Caen.

## Kariera klubowa
Genevois karierę rozpoczynał w 2000 roku jako junior w zespole FC Gueugnon. W 2006 roku został włączony do jego pierwszej drużyny, grającej w Ligue 2. W lidze tej zadebiutował 12 stycznia 2007 roku w zremisowanym 1:1 pojedynku z Chamois Niortais. 16 maja 2008 roku w zremisowanym 4:4 spotkaniu z Amiens SC strzelił pierwszego gola w Ligue 2. W tym samym roku spadł z zespołem do Championnat National. W Gueugnon spędził jeszcze rok.
W 2009 roku Genevois przeszedł do drugoligowego Tours FC. Zadebiutował tam 7 sierpnia 2009 roku w zremisowanym 0:0 pojedynku z Nîmes Olympique. Przez trzy lata w barwach Tours rozegrał 101 spotkań i zdobył 10 bramek.
W 2012 roku Genevois odszedł do zespołu OGC Nice z Ligue 1. Pierwszy ligowy mecz zaliczył tam 11 sierpnia 2012 roku przeciwko AC Ajaccio (0:1).
W 2016 Genevois przeszedł do SM Caen.
| Sezon   | Klub        | Kraj    | Rozgrywki | Mecze | Bramki | Rozgrywki Europy | Mecze | Bramki |
| ------- | ----------- | ------- | --------- | ----- | ------ | ---------------- | ----- | ------ |
| 2006/07 | FC Gueugnon | Francja | Ligue 2   | 4     | 0      | –                | –     | –      |
| 2007/08 | FC Gueugnon | Francja | Ligue 2   | 30    | 1      | –                | –     | –      |
| 2008/09 | FC Gueugnon | Francja | National  | 30    | 2      | –                | –     | –      |
| 2009/10 | Tours FC    | Francja | Ligue 2   | 36    | 1      | –                | –     | –      |
| 2010/11 | Tours FC    | Francja | Ligue 2   | 35    | 7      | –                | –     | –      |
| 2011/12 | Tours FC    | Francja | Ligue 2   | 30    | 2      | –                | –     | –      |
| 2012/13 | OGC Nice    | Francja | Ligue 1   | 25    | 0      | –                | –     | –      |
| 2013/14 | OGC Nice    | Francja | Ligue 1   | 32    | 0      | Liga Europy UEFA | 2     | 0      |
| 2014/15 | OGC Nice    | Francja | Ligue 1   | 34    | 1      | –                | –     | –      |
| 2015/16 | OGC Nice    | Francja | Ligue 1   | 14    | 1      | –                | –     | –      |

Stan na: koniec sezonu 2015/2016

## Kariera reprezentacyjna
W reprezentacji Haiti Genevois zadebiutował w lutym 2008 roku w towarzyskim meczu z Wenezuelą.